# Forteresse de Saint-Sébastien (Mozambique)
 (avril 2025).
La forteresse de Saint-Sébastien (en portugais : Fortaleza de São Sebastião) sur l'île de Mozambique est la plus ancienne forteresse toujours debout en Afrique subsaharienne. La construction de la forteresse par les Portugais débute en 1558 et dure environ 50 ans. Elle est classée au patrimoine mondial de l'Humanité par l'Unesco depuis 1991.
À proximité du fort se trouve la chapelle de Nossa Senhora de Baluarte, construite en 1522 qui est considérée comme le bâtiment européen le plus ancien dans l'hémisphère sud. Il s'agit d'un des meilleurs exemples de l'architecture manuéline au Mozambique.

## Histoire

### La Tour de São Gabriel
À l'époque de l'arrivée de Vasco de Gama sur l'île de Mozambique en 1498, cette dernière est habitée par un peuple swahili gouverné par un cheikh subordonné au sultan de Zanzibar. Elle abrite un port islamique majeur, au centre de la construction navale en Afrique de l'est et des relations commerciales avec la mer Rouge, la Perse, l'Inde et les îles de l'océan Indien.
Après la fondation d'un établissement portugaise à Sofala en 1505, un deuxième établissement est installé sur l'île de Mozambique en 1507, qui devient le centre du commerce de l'or dans le royaume de Monomotapa et une escale pour les flottes portugaises naviguant en direction des Indes, ces dernières hivernant sur place. Dans ces établissements, s'échangeaient des textiles et verroteries venant des Indes contre de l'or, des esclaves, de l'ivoire et de la grenadille. Pour la défense de l'établissement, Vasco Gomes de Abreu — le commandant de Sofala et gouverneur de Mozambique, alors subordonné au vice-roi de l'Inde portugaise, Francisco de Almeida — ordonne en 1508 au factor Duarte de Melo la construction de la Tour de Saint-Gabriel (en portugais : Torre de São Gabriel), connue également sous le nom de Tour de Mozambique (en espagnol : Torre de Mozambique). La construction de la tour est terminée après un seul hivernage, grâce à la main-d’œuvre militaire abondante, disponible sur place. Sans obéir à aucun plan de construction préalable, la tour suit un plan carré, de style manuélin, comprenant trois étages et ceinte d'une muraille pourvue de tourelles aux angles, destinées à assurer sa défense. Des canons sont installés sur la muraille et la tour est défendue par quinze hommes en armes.
Avec la construction de la Forteresse de Saint-Sébastien dans le seconde moitié du XVIe siècle, la Vieille Tour perd en importance. La Compagnie de Jésus obtient le terrain où s'élevait la tour à condition que cette dernière soit démolie et que les bâtiments qui seraient construits à sa place ne puissent être utilisés par de futurs attaquants comme base depuis laquelle ceux-ci pourraient attaquer la forteresse. Toutefois, ces conditions sont ignorées et la structure de la tour est utilisée comme mur porteur pour la chapelle du Colegio de São Paulo, qui sera utilisé par les hollandais pour installer sur la tour des batteries avec lesquelles ils attaqueront les défenses de la forteresse de Saint-Sébastien lors de l'attaque — infructueuse mais destructrices — sur l'île de Mozambique de 1607 et 1608. À la suite de cette attaque, la tour est partiellement démantelée et ne sera pas reconstruite.

### La nouvelle forteresse de San Sebastián

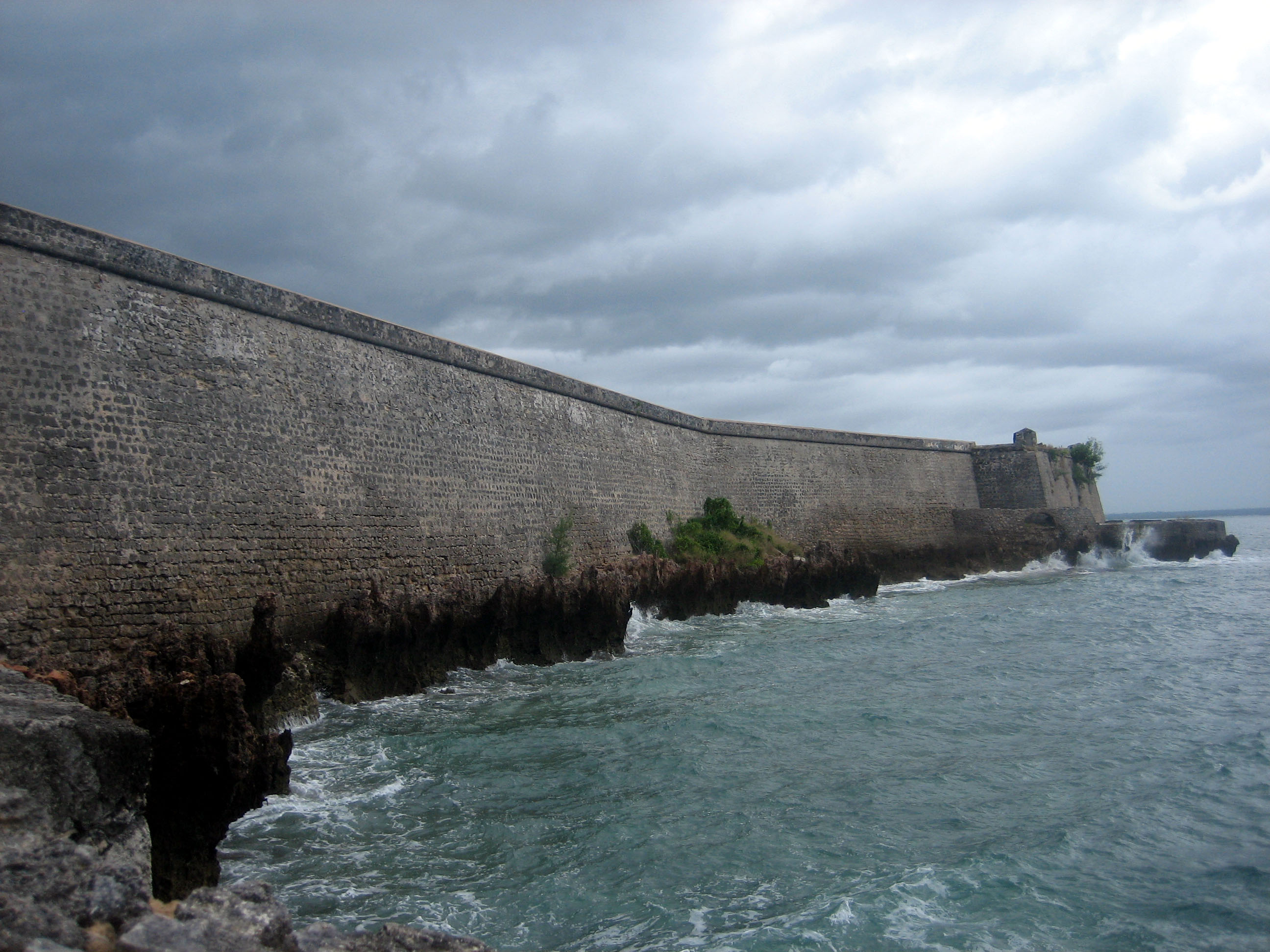
Vue de la forteresse.

Au début de l'année 1538, le sultan de Gujarat parvient à un accord avec la Sublime Porte pour reconquérir Diu, alors entre les mains de Portugais. Cette décision met en péril la sécurité des établissements portugais situés à l'Ouest de l'océan Indien, et en premier lieu ceux de l'île de Mozambique. Les galères turques parcourent la côte orientale de l'Afrique jusqu'à Malindi y Mombasa incitant la population swahili à la rébellion contre la domination portugaise, augmentant l'insécurité dudit littoral. Dans ce contexte, le premier Tour de Saint-Gabriel était très vulnérable à une attaque des turcs. C'est pour cette raison que, le capitaine général de la côte de Malindi, João de Sepúlveda, ordonne la construction d'une forteresse neuve et mieux défendue sur l'île de Mozambique, capable de résister à une attaque menée par les Turcs.

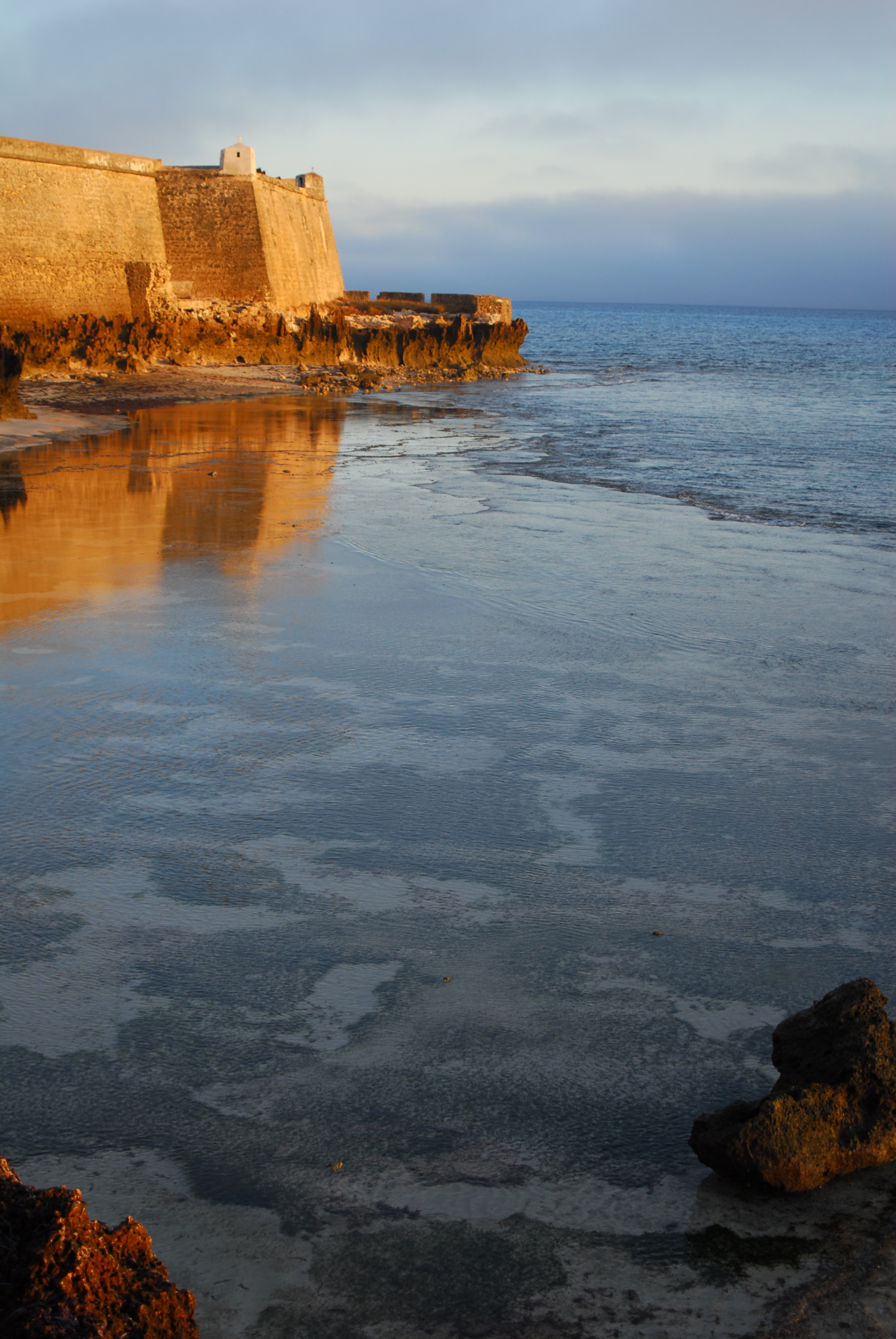
Autre vue de la forteresse.

Le quatrième vice-roi de l'Inde portugaise, João de Castro, dans une lettre envoyée au roi Jean III de Portugal datée du mois d'août 1545, envoyée avant son départ de île de Mozambique pour Goa où il devait assumer de nouvelles fonctions, recommande à nouveau la construction d'une nouvelle forteresse et joint un plan imaginé par lui pour la construction d'un tel édifice. Le Roi, dans sa réponse, datée du 8 mars 1546, le remercie pour les informations qu'il lui a communiqué mais finira par désigne un autre architecte, Miguel de Arruda, pour mener à bien les travaux.
Les directives laissées par João de Castro pour la construction de la nouvelle forteresse préconisaient son installation à l'extrémité nord de l'île, dominant le canal d'accès au porte intérieur, avec deux bastions sur le continent, sur la plage faisant face à l'île, permettant un feu croisé sur d'éventuels assaillants. Apparemment, Miguel de Arruda se limite uniquement à définir le projet que de Castro soumettrait au roi du Portugal. Conformément à ces plans, le canal de Sancul devait être asséché, ce qui ne sera jamais fait. Francisco Pires, maître de chantier chargé des travaux de la forteresse de Diu, emporte avec lui aux Indes, en 1546, les plans des nouvelles fortifications de l'île de Mozambique.
Malgré la priorité donné par la Couronne portugaise au projet, l'Inde portugaise était alors impliquée dans le renforcement du système défensif d'Ormuz, ce qui eut pour conséquence de repousser les travaux de la forteresse jusqu'en 1554 ou 1555. En accord avec le Frère João dos Santos, la responsabilité du tracé des plans de la forteresse de l'île de Mozambique échoit à un neveu de l'archevêque de Braga, le Frère Bartolomeu dos Mártires. Cet architecte avait été envoyé en 1558 dans l'Inde avec pour mission de construire des forteresses portugaise au Mozambique et à Daman. Il est possible que ce dernier se soit limité à faire commencer les travaux à Arruda. Les travaux sur l'île de Mozambique avancent très lentement, et son interrompus en plusieurs occasions. À la pénurie de main-d'œuvre qualifiée s'ajoute alors le climat, souvent mortel pour les travailleurs, dont la plupart sont originaires des établissements sous souveraineté portugaise en Inde. La main-d'œuvre non-qualifiée est alors composée des esclaves des habitants de la forteresse.
La forteresse est investie par une garnison, en 1583, avant que sa construction ne soit terminée, par un détachement commandé par Nuno Velho Pereira, responsable de la construction des magasins et arsenaux, selon une inscription épigraphique trouvée sous plusieurs couches de calcaire, pendant les travaux de restauration qui ont lieu dans les années 1960. Son commandant est alors subordonné au vice-roi de l'Inde, et était responsable du commerce de la région du Zambèze.

### De la dynastie philippine à nos jours

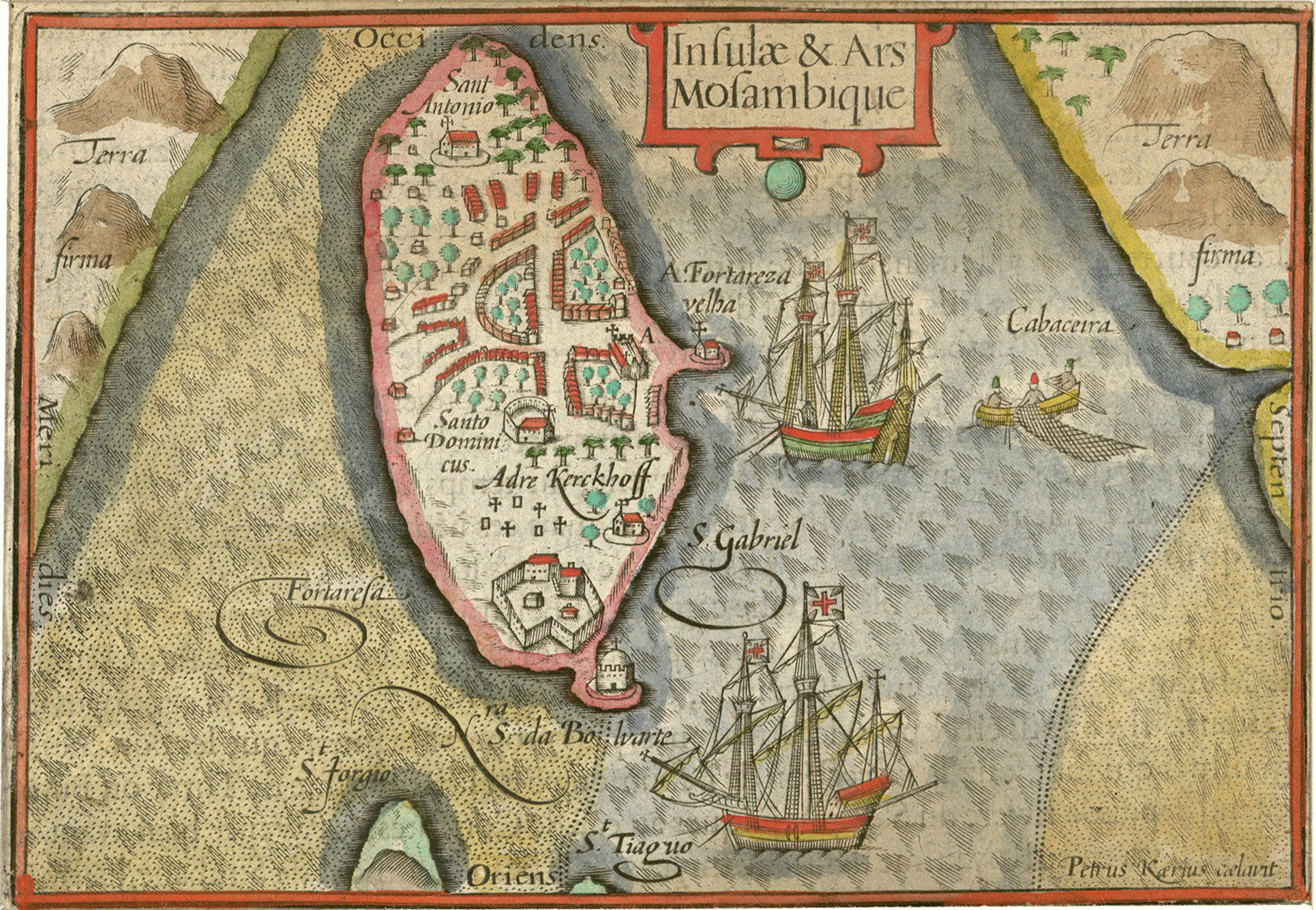
Insulae & Ars Mosambique (en Île et forteresse de Mozambique), Pieter van den Keere, 1598.

Dans le contexte de la dynastie philippine, la forteresse résiste avec succès aux attaques des hollandais de 1604, 1607 et 1608, bien que ces attaques aient causé d'importants dégâts à ses murailles et à ses bâtiments. Les travaux de reconstruction s'achèvent en 1620, et ses plans souffrent de légères modifications, comme le montre une gravure hollandaise de 1635. L'ancienne entrée principale, située entre les bastions de San Gabriel et de Santa Bárbara, du côté qui donnait vers l'intérieur de l'île, se révèle être très vulnérable face aux attaques de l'artillerie. Cette entrée est murée et une nouvelle ouverture est percée entre les bastions de San Gabriel et de San Juan.
En 1669, la forteresse résiste à l'assaut de forces musulmanes provenant de Mascate et à nouveau en 1704, à la suite de la perte du Fort Jesus de Mombasa, au Kenya, en 1698. Pendant le XVIIIe siècle, des travaux de rénovation et d'agrandissement sont réalisés, donnant à la forteresse son apparence actuelle.
La dernière attaque qu'elle eut à subir est l'œuvre de troupes françaises, mais cette dernière est à nouveau repoussée. Conservée par les gouvernements portugais successifs jusqu'à l'indépendance du Mozambique, cette forteresse est par la suite laissée à l'abandon. Ses bâtiments se couvrent de mauvaises herbes, et se murs sont menacés par la ruine, quant à ses vieux canons, ils sont laissés dans un état d'abandon total.
L'île de Mozambique est déclarée Patrimoine mondial par l'UNESCO en 1991. Conformément au Plan de Réhabilitation de la Forteresse de Saint-Sébastien signé par l'UNESCO et le gouvernement de Mozambique le 11 décembre 2003, l'UNESCO consacre 1,5 million de dollars pour le financement des travaux.

## Caractéristiques

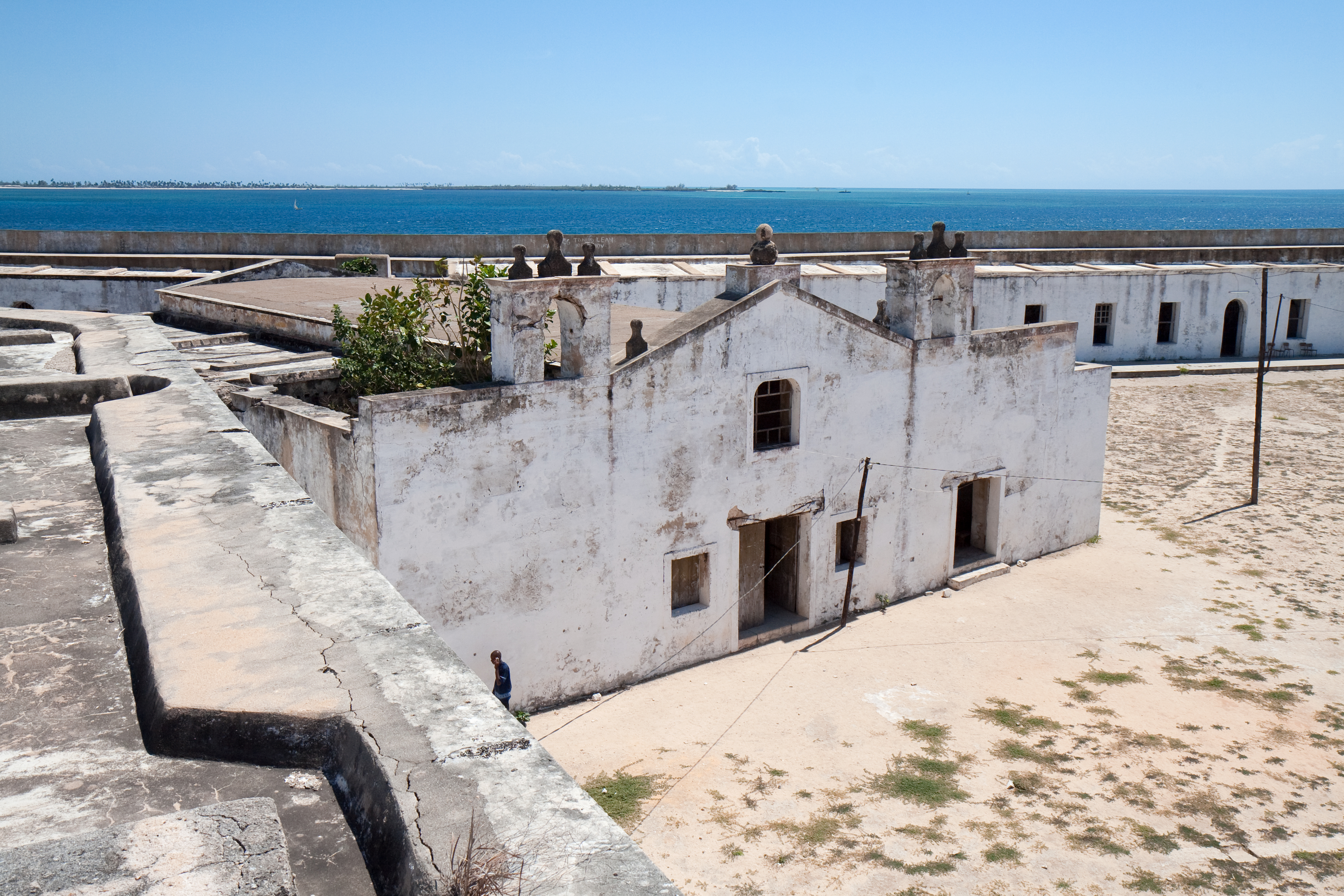
Chapelle de Saint-Sébastien à l'intérieur de la forteresse.

À l'image de la forteresse de Mazagan, à El Jadida au Maroc, la forteresse de Saint-Sébastien est bâtie selon un plan rectangulaire, avec une longueur de plus de 110 m pour son plus grand côté. Quatre bastions protégeaient les angles, trois d'entre eux de forme triangulaire et le quatrième en forme de brise-lames. Les quatre tourelles étaient nommés de São João, de Nossa Senhora, de São Gabriel et de Santa Bárbara. Le bastion de São Gabriel était le principal d'entre eux et comptait 24 canons. Son plan sera par la suite modifié avec la destruction de deux murs porteurs, ce qui donnait à la forteresse l'apparence d'un polygone en forme étoile, comme le montre une gravure hollandaise de 1635.
Les murailles reposent à même la roche sous-jacente, et donnent directement sur la mer au nord, à l'est et à l'ouest. Le côté sud est le seul à déboucher sur la terre ferme, il est flaqué de deux bastions, celui de São Gabriel et celui de Santa Bárbara. Au nord, à l'intérieur de l'enceinte, au pied du bastion de Nossa Senhora, se trouve la Chapelle de Notre-Dame du Baluarte, de style manuélin, unique exemple de ce style architectural au Mozambique.
À son apogée, la forteresse disposait de quartiers pour ses troupes, d'une chapelle, d'un hôpital, de plusieurs magasins et arsenaux. Elle disposait également d'une citerne souterraine qui récupérait l'eau de pluie pour l'usage interne à la forteresse. Construite pendant la décennie 1580, elle est restaurée en 1605 par la capitaine Sebastião de Macedo.

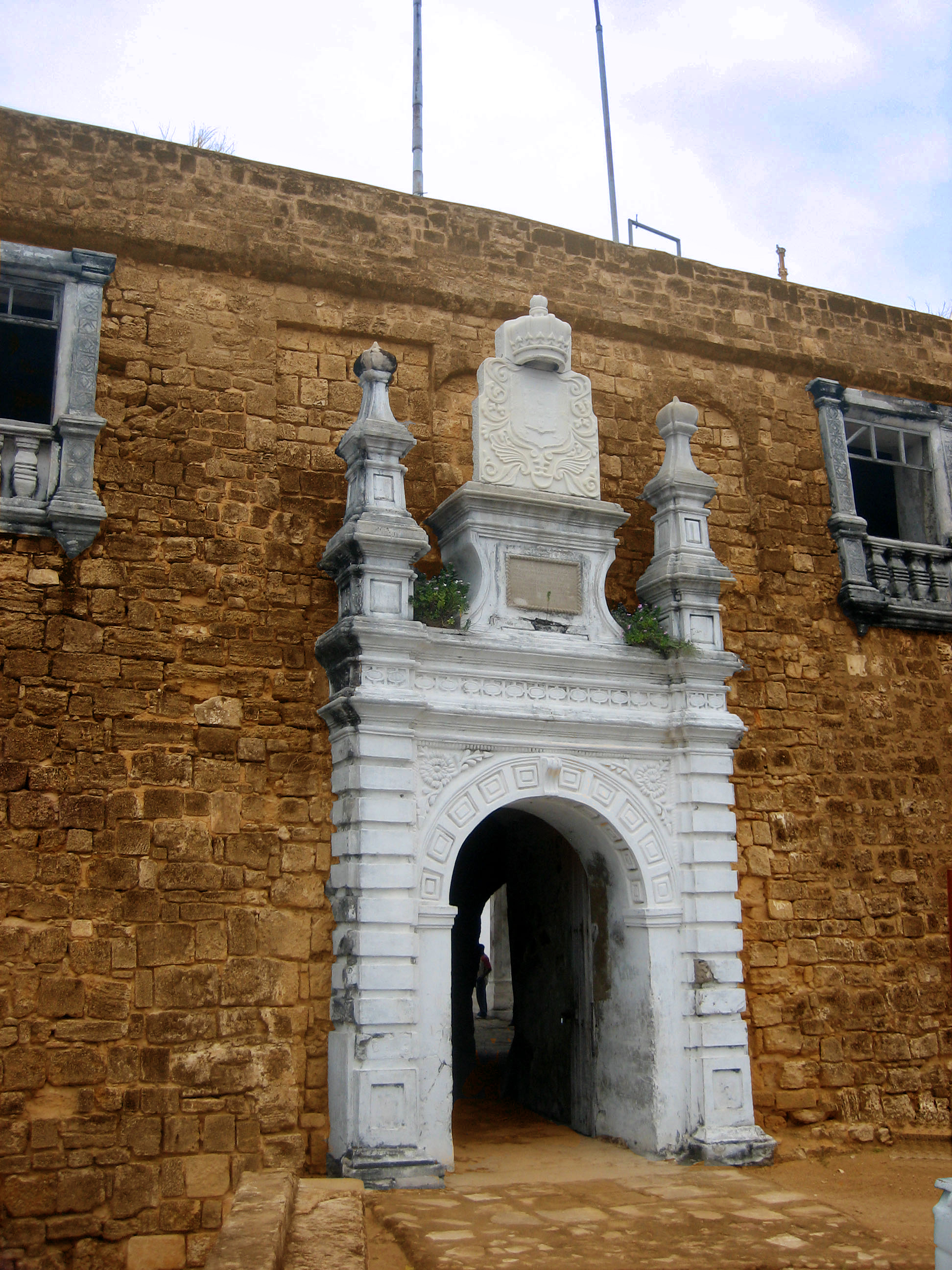
Entrée de la forteresse
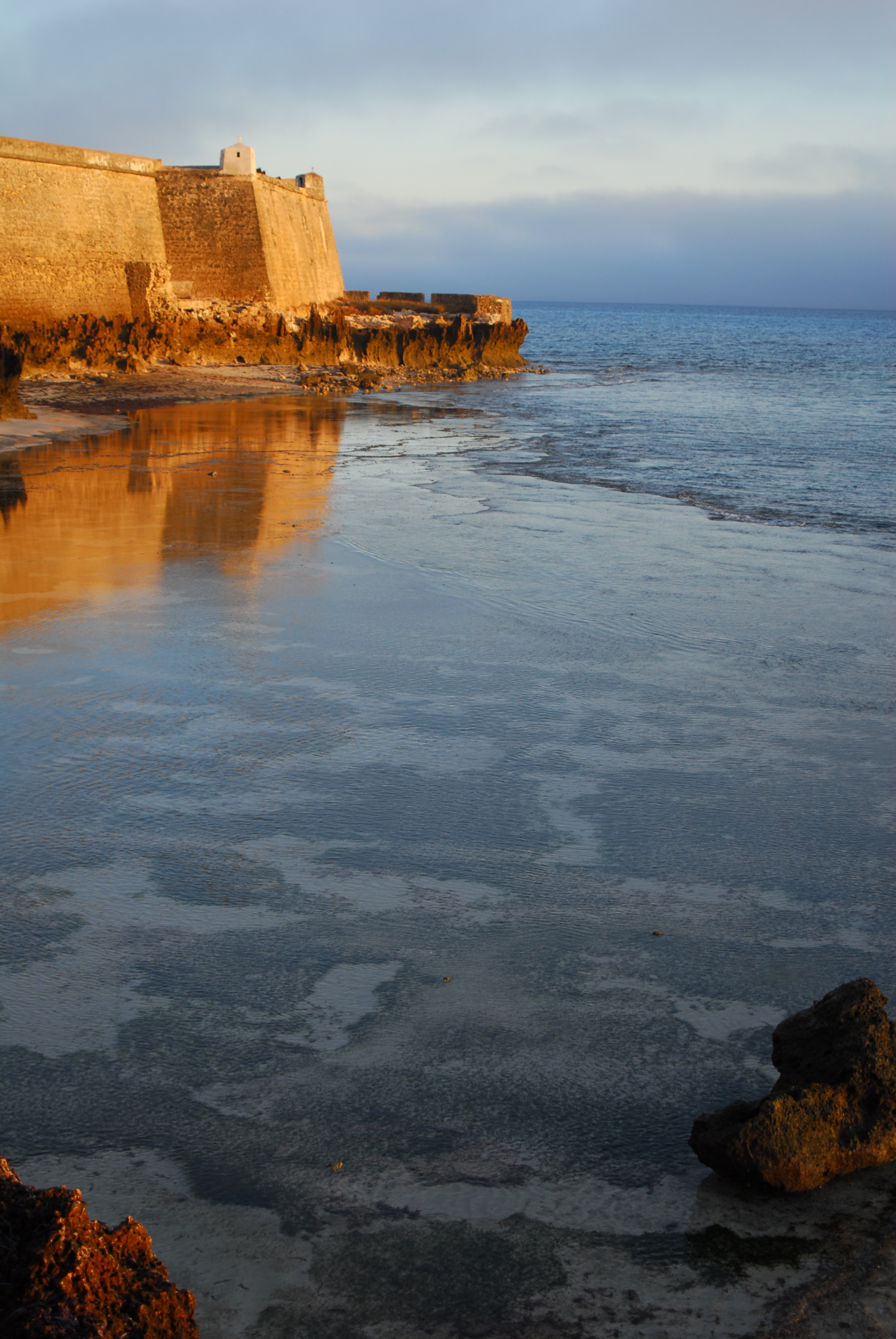
Vue de la forteresse de Saint-Sébastien
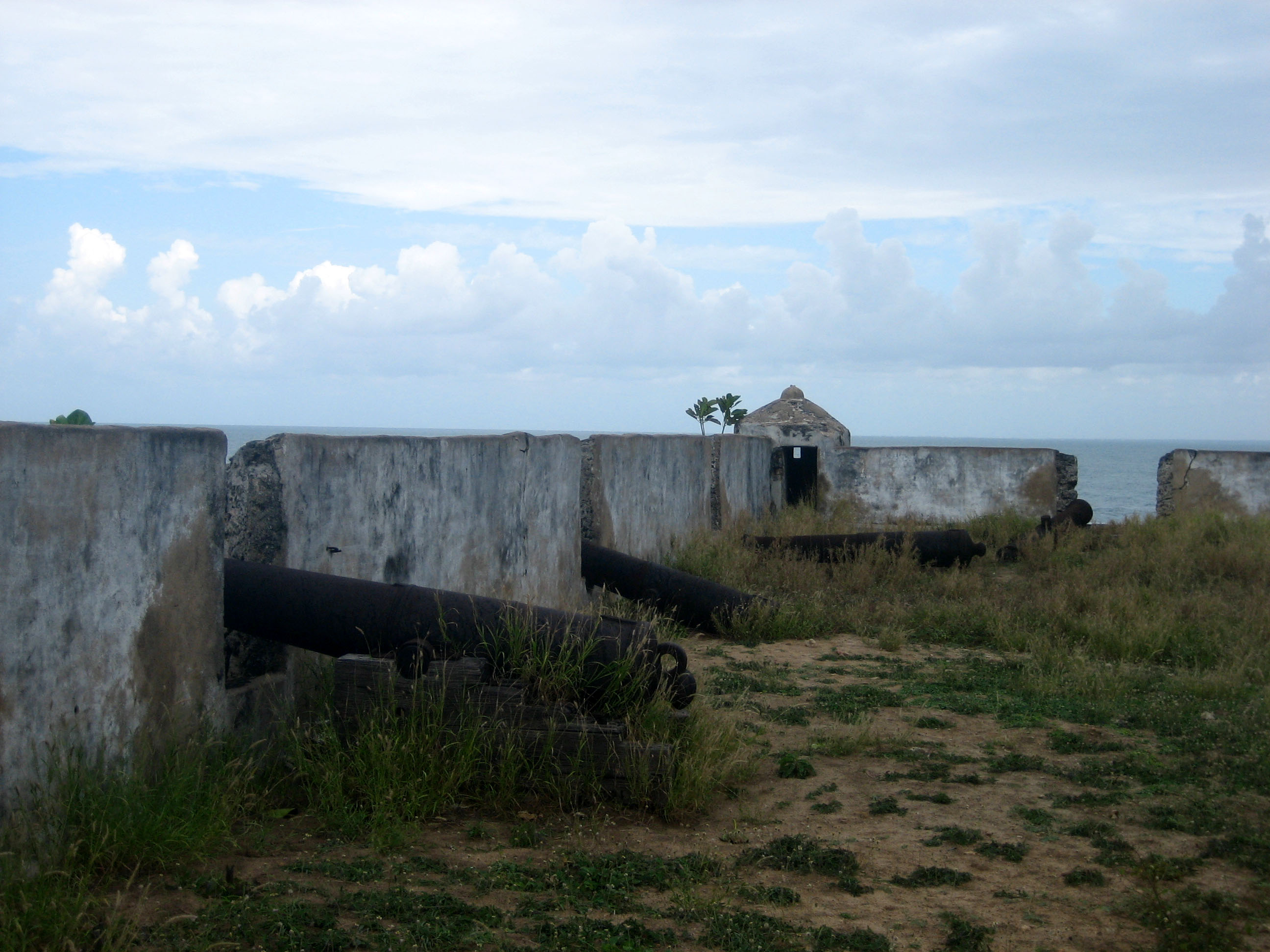
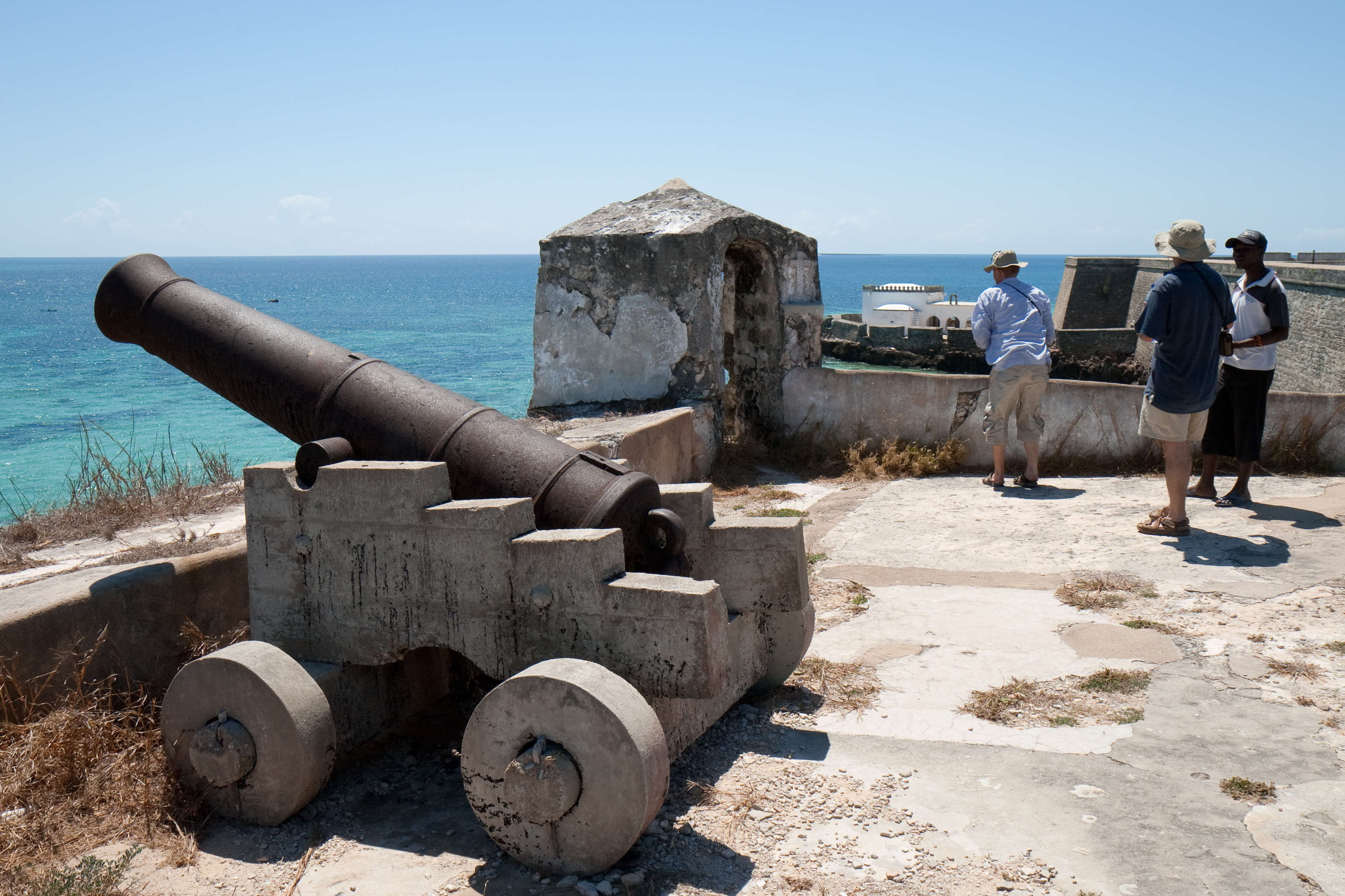
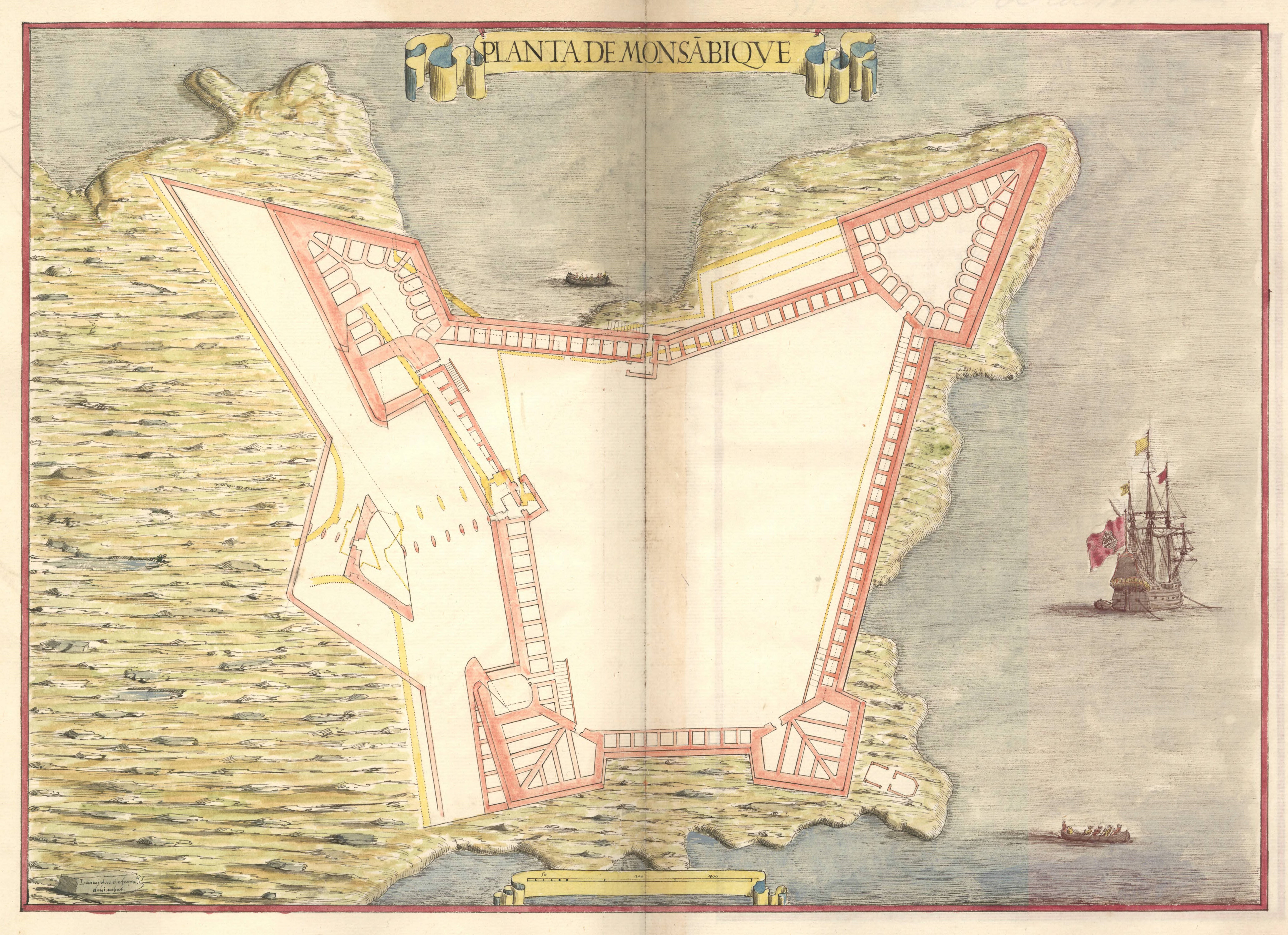

## Sources
- (en) Cet article est partiellement ou en totalité issu de l’article de Wikipédia en anglais intitulé « Fort São Sebastião » (voir la liste des auteurs).